# Lagoa do Carro
Lagoa do Carro este un oraș în Pernambuco (PE), Brazilia.